# Linas Banys
Linas Banys (* 6. April 1998 in Anykščiai, Bezirk Utena) ist ein litauischer Biathlet. Er nahm an den Olympischen Spielen 2022 teil.

## Sportliche Laufbahn
Linas Banys begann 2007 mit dem Biathlonsport. Er startet für den Verein Vetrunge. Seine ersten internationalen Rennen bestritt Banys im Rahmen des IBU-Junior-Cups 2015/16 in Obertilliach. Die beiden Sprints dort beendete auf Position 69 und 94. Es folgte eine Teilnahme bei den Jugendweltmeisterschaften 2016. Er startete dort in Einzel, Sprint und Staffel. Bei den anschließenden Olympischen Jugendspielen in Lillehammer war der Litauer ebenfalls Teil des Aufgebots und schaffte im Sprint mit Rang 13 eine Platzierung unter den besten 15. Sein Debüt bei einer Meisterschaft auf Erwachsenenebene gab er bei den Europameisterschaften 2017, wurde 18. mit der Mixedstaffel und 95. im Sprint. Bei Jugendweltmeisterschaften 2017 war seine beste Einzelposition ein 36. Platz im Verfolgungswettbewerb. Seinen Einstand im Weltcup gab Banys Anfang 2018 in Oberhof, schoss im Staffelrennen bei dichtem Nebel allerdings vier Strafrunden und trug so wesentlich zur Überrundung der Mannschaft, bestehend aus Banys, Tomas Kaukėnas, Vytautas Strolia und Karol Dombrovski, bei. Sein erstes Einzelrennen im Weltcup lief er in Antholz und belegte im Sprint mit vier Strafrunden Rang 103. Bei den anschließenden Junioreneuropameisterschaften stellte der Litauer mit Rang sechs nach fehlerfreiem Schießen sein Karrierebestergebnis bei einem Juniorenwettkampf auf. Wie auch schon im Vorjahr startete er mit Beginn des neuen Kalenderjahres 2019 bei den Weltcups in Oberhof und Ruhpolding jeweils in Sprint und Staffel, das beste Resultat des Winters gelang ihm als 76. des Sprints in Soldier Hollow. Am Saisonende nahm er in Östersund zudem an seinen ersten Weltmeisterschaften teil und wurde mit Kaukėnas, Dombrovski und Strolia 21. im Staffelrennen.
Nach einer weiteren Saison, in der Banys sowohl auf Juniorenebene als auch im Weltcup keine nennenswerten Resultate erbrachte, war er mit Beginn des Winters 2020/21 erstmals regulärer Teil des Weltcupteams. Dabei lief er bei den saisoneröffnenden Rennen in Kontiolahti im Sprint sogleich auf Rang 65 und verpasste damit das Verfolgungsrennen nur knapp. Noch einmal unterbieten konnte der Litauer dieses Ergebnis im zweiten Sprint der Folgesaison in Östersund mit Rang 61, dabei fehlten nur etwa drei Sekunden auf den auf Platz 60 klassierten Jakov Fak. Nach dem Jahreswechsel wurde er daher für die Olympischen Spiele von Peking nominiert und belegte dort die Ränge 79 und 90 in den Einzelrennen sowie Position 14 mit der Staffel. In den folgenden Jahren konnte Banys seine Leistungen nicht steigern und verlor, nachdem er im November 2022 seinen letzten Weltcupauftritt hatte, seinen Startplatz an den zwei Jahre jüngeren Maksim Fomin. Jedoch kamen auch auf der zweithöchsten Ebene keine guten Ergebnisse zustande; während Banys im Winter 2022/23 in einigen Wettkämpfen noch knapp an den Punkterängen vorbeilief, stand 2023/24 nur ein 57. Rang als Bestresultat zu Buche. Für den Folgewinter erhielt der Litauer daher keinen Kaderstatus mehr und hat seither auch an keinem Rennen mehr teilgenommen.

## Statistik

### Weltcupplatzierungen
Die Tabelle zeigt alle Platzierungen (je nach Austragungsjahr einschließlich Olympische Spiele und Weltmeisterschaften).
- 1.–3. Platz: Anzahl der Podiumsplatzierungen
- Top 10: Anzahl der Platzierungen unter den ersten zehn (einschließlich Podium)
- Punkteränge: Anzahl der Platzierungen innerhalb der Punkteränge (einschließlich Podium und Top 10)
- Starts: Anzahl gelaufener Rennen in der jeweiligen Disziplin
- Staffel: inklusive Mixed- und Single-Mixed-Staffeln

| Platzierung               | Einzel | Sprint | Verfolgung | Massenstart | Staffel | Gesamt |
| ------------------------- | ------ | ------ | ---------- | ----------- | ------- | ------ |
| 1. Platz                  |        |        |            |             |         |        |
| 2. Platz                  |        |        |            |             |         |        |
| 3. Platz                  |        |        |            |             |         |        |
| Top 10                    |        |        |            |             |         |        |
| Punkteränge               |        |        |            |             | 21      | 21     |
| Starts                    | 3      | 22     |            |             | 21      | 46     |
| Stand: Saisonende 2022/23 |        |        |            |             |         |        |

### Olympische Winterspiele
Ergebnisse bei Olympischen Winterspielen:
|                                        | Einzelwettbewerbe | Einzelwettbewerbe | Einzelwettbewerbe | Einzelwettbewerbe | Staffelwettbewerbe | Staffelwettbewerbe |
| Einzel                                 | Sprint            | Verfolgung        | Massenstart       | Herrenstaffel     | Mixedstaffel       |                    |
| -------------------------------------- | ----------------- | ----------------- | ----------------- | ----------------- | ------------------ | ------------------ |
| Olympische Winterspiele 2022 \| Peking | 79.               | 90.               | –                 | –                 | 14.                | –                  |

### Weltmeisterschaften
Ergebnisse bei den Weltmeisterschaften:
| Weltmeisterschaften | Weltmeisterschaften | Einzelwettbewerbe | Einzelwettbewerbe | Einzelwettbewerbe | Einzelwettbewerbe | Staffelwettbewerbe | Staffelwettbewerbe | Staffelwettbewerbe |
| Jahr                | Ort                 | Einzel            | Sprint            | Verfolgung        | Massenstart       | Männerstaffel      | Mixedstaffel       | S.-M.-Staffel      |
| ------------------- | ------------------- | ----------------- | ----------------- | ----------------- | ----------------- | ------------------ | ------------------ | ------------------ |
| 2019                | Östersund           | –                 | –                 | –                 | –                 | 21.                | –                  | –                  |
| 2020                | Antholz             | –                 | –                 | –                 | –                 | 24.                | –                  | –                  |
| 2021                | Pokljuka            | –                 | –                 | –                 | –                 | 25.                | –                  | –                  |

### Jugend-/Juniorenweltmeisterschaften
Banys nahm bis 2017 an den Jugend-, ab 2018 an den Juniorenwettkämpfen teil.
| Weltmeisterschaften | Weltmeisterschaften | Einzelwettbewerbe | Einzelwettbewerbe | Einzelwettbewerbe | Männerstaffel |
| Jahr                | Ort                 | Einzel            | Sprint            | Verfolgung        | Männerstaffel |
| ------------------- | ------------------- | ----------------- | ----------------- | ----------------- | ------------- |
| 2016                | Cheile Grădiștei    | 75.               | 61.               | –                 | 18.           |
| 2017                | Osrblie             | 45.               | 60.               | 36.               | 21.           |
| 2018                | Otepää              | 56.               | 23.               | 39.               | –             |
| 2019                | Osrblie             | 26.               | 42.               | DNS               | –             |
| 2020                | Lenzerheide         | 43.               | 47.               | 53.               | 12.           |